# Bulbophyllum schefferi
Bulbophyllum schefferi är en orkidéart som först beskrevs av Carl Ernst Otto Kuntze, och fick sitt nu gällande namn av Rudolf Schlechter. Bulbophyllum schefferi ingår i släktet Bulbophyllum och familjen orkidéer. Inga underarter finns listade i Catalogue of Life.